# Basilio Losada Castro
Basilio Losada Castro (A Pobra de San Xiao, Láncara, Galícia, 20 de juny de 1930 - Barcelona, 9 de juliol de 2022) va ser un traductor, crític literari i professor universitari gallec.

## Biografia
Va néixer el 1930 en una localitat del municipi de Láncara, situat a la província de Lugo. Va estudiar Filologia Romànica i des de 1986 va ser catedràtic a la Universitat de Barcelona d'aquesta matèria, així com catedràtic de Filologia Gallega i Portuguesa. Es va jubilar com a catedràtic l'any 2000, encara que va seguir impartint classes en els programes de diverses universitats nord-americanes.
És autor de nombrosos estudis crítics sobre la literatura gallega, portuguesa i brasilera. Va traduir 150 llibres a diverses llengües –portuguès, anglès, francès, alemany, català, gallec i rus–, d'autors com Jorge Amado, José Saramago, Rosalía de Castro o Pere Gimferrer, entre d'altres.
A setanta anys va publicar el seu primer treball de ficció, la novel·la La pelegrina, ambientada a l'edat mitjana, període del qual era un gran expert.

## Reconeixements
L'any 1991 va rebre el Premio Nacional de Traducción, concedit pel Ministeri de Cultura, per Memorial do convento, de José Saramago. Així mateix, l'any 1984 fou guardonat amb la Creu de Sant Jordi, concedida per la Generalitat de Catalunya, la Comenda da Ordem do Infante Dom Henrique, que atorga el govern portuguès; la Ordem do Cruzeiro do Sul, de Brasil; i la Medalla Castelao de la Xunta de Galícia.
El 2015, la Reial Acadèmia Galega (RAG) nomenà Basilio Losada Castro acadèmic d'honor, i el 2018 fou guardonat amb el Premi Eduardo Lourenço del Centre d’Estudis Ibèrics per «la seva tasca i aportació activa al món ibèric».

## Obres[2]

### Assaig
- O Camiño de Santiago, 1992, Ir Indo.

### Narrativa
- Ero de Armenteira, 1993, Castromil.

### Edicions
- Poetas gallegos de postguerra, 1971, Ocnos. Edición bilingüe galego-castelán.
- Poetas gallegos contemporáneos, 1972, Seix Barral. Edición bilingüe galego-castelán.
- Poesía gallega de hoy, 1990, Visor, Madrid. Edición bilingüe galego-castelán.

### Traduccions
- Un poema en dez anacos, de Jordi Domènech, 1974, Edicións do Castro. Do catalán para o galego.
- Os dous caracois, de Jorge Zentner, 1982, Argos Vergara.
- O elefante cobarde, d'Apuleyo Soto, 1982, Argos Vergara.
- Marta e Miguel, de Josep Vallverdú, 1982, Argos Vergara.
- O segredo da lagoa, de Gloria Cecilia Díaz, 1982, Argos Vergara.
- Lenda do Príncipe Cisne, de Francesc Boada i Moret, 1983, Argos Vergara.
- Fortuny, de Pere Gimferrer 1983, Planeta.
- Llibre d'amiga, de Ramon Dachs, 1998, 7 i mig. Edición bilingüe catalán-galego.

### Obres col·lectives
- Os escritores lucenses arredor de Ánxel Fole, 1986, Concello de Lugo.
- Galicia: nai e señora, 2002, Nigra.
- Actas do Congreso Manuel María. Literatura e Nación, 2009, Fundación Manuel María.
- Do sentimento á conciencia de Galicia: correspondencia, 1961-1984, de Ramón Piñeiro e Basilio Losada, 2009, Galaxia. Edición d'Helena González e María Xesús Lama.